# Министерство на енергетиката на България
Министерство на енергетиката на Република България (МЕ) е българска държавна институция с ранг на министерство.

## История
Създадено е на 23 септември 1973 г. с указ № 2335 като правоприемник на Министерството на химическата промишленост и енергетиката. Сред задачите на министерството са; проектиране, научноизследователска дейност, поддържане и експлоатация на енергийните съоръжения на територията на страната, производство и пренос на топлинна и електрическа енергия, добив и преработка на рудни и нерудни изкопаеми, използване на водните ресурси за добив на ток и други. Като структурни звена в министерството са промишления комплекс Марица Изток, Бобов дол, Балканбас в Сливен, Маришкия басейн в Димитровград, енергийните комбинати в София, Русе, Пловдив и Белене, АЕЦ Козлодуй, ТЕЦ София и ТЕЦ Русе и други. Към министерството работи Научноизследователски и проектно-проучвателен институт „Енергопроект“ и Минния научноизследователски и проектно-конструкторски институт „Минпроект“, чийто задачи са научното обслужване в областта на енергетиката.
На 4 януари 1984 г. с указ № 7 министерството е слято с Министерството на металургията и минералните ресурси в новото Министерство на енергийно-суровинните ресурси.
С указ № 1600 от 18 май 1985 г. министерството е отделна институция с ранг на министерство. То има за задача да координира и контролира рационалното и икономично използване на енергията. Закрито е с указ № 943 година по-късно, на 24 март 1986 г..
От 7 ноември 2014 г. работата на Министерство на енергетиката е възобновена, след като Народното събрание, на основание чл. 87 т. 7 и чл. 108 от конституцията на Република България, гласува разделянето Министерството на икономиката и енергетиката на Министерство на икономиката и Министерство на енергетиката.

## Министри на енергетика (1973 – 1986)
| правителство | име             | дати                           | партия | партия |
| ------------ | --------------- | ------------------------------ | ------ | ------ |
| 72           | Петър Данаилов  | 23 октомври 1973 – 17 юни 1976 | БКП    |        |
| 73           | Никола Тодориев | 17 юни 1976 – 18 юни 1981      | БКП    |        |
| 74           | Никола Тодориев | 18 юни 1981 – 4 януари 1984    | БКП    |        |
| 74           | Никола Тодориев | 18 май 1985 – 24 март 1986     | БКП    |        |

## Министри на енергетика (от 2014 г.)
103
| правителство | име                | дати                                 | партия     | партия |
| ------------ | ------------------ | ------------------------------------ | ---------- | ------ |
| 94           | Теменужка Петкова  | 7 ноември 2014 – 27 януари 2017      | ГЕРБ       |        |
| 95           | Николай Павлов     | 27 януари 2017 – 4 май 2017          | безпартиен |        |
| 96           | Теменужка Петкова  | 4 май 2017 – 12 май 2021             | ГЕРБ       |        |
| 97           | Андрей Живков      | 12 май 2021 – 16 септември 2021      | безпартиен |        |
| 98           | Андрей Живков      | 16 септември 2021 – 13 декември 2021 | безпартиен |        |
| 99           | Александър Николов | 13 декември 2021 – 2 август 2022     | ИТН        |        |
| 100          | Росен Христов      | 2 август 2022 – 3 февруари 2023      | безпартиен |        |
| 101          | Росен Христов      | 3 февруари 2023 – 6 юни 2023         | безпартиен |        |
| 102          | Румен Радев        | 6 юни 2023 – 9 април 2024            | безпартиен |        |
| 103          | Владимир Малинов   | 9 април 2024 – 27 август 2024        | безпартиен |        |
| 104          | Владимир Малинов   | 27 август 2024 – 16 януари 2025      | безпартиен |        |
| 105          | Жечо Станков       | 16 януари 2025 – …                   | ГЕРБ       |        |